# Гудайтис, Матиас
Матиас (Матве́й Матве́евич) Гуда́йтис (лит. Gudaitis, 1873-1937?) — католический священник. 

## Биография
Родился в 1873 года в Нендрине (совр. Литва). Рукоположён в священный сан в 1897. По причине плохого здоровья поселился в Крыму, с 1914 настоятель католического прихода в Ялте. 
В 1918-1920 секретарь местного общества литовцев «Kiborsitile». В 1922 назначен настоятелем прихода в Севастополе. К осени 1935 года — последний католический священник в Крыму, остававшийся на свободе. 
25 декабря 1935 года обвинен в «шпионаже» и арестован НКВД. Находясь под следствием, подавал жалобу на оказываемое на него давление в Верховный суд, что не привело к каким-либо результатам. 28 июля 1936 извещён о завершении предварительного следствия и обвинении в членстве в «контрреволюционной фашистской организации католической церкви», которую якобы возглавлял епископ Александр Фризон. 11-17 марта 1937 года состоялся суд, приговоривший о. М. Гудайтиса к 10 годам заключения. Его дальнейшая судьба неизвестна; существуют неподтвержденные свидетельства о том, что в июне 1937 он был расстрелян вместе с еп. Фризоном.